# Odontopyge binodifer
Odontopyge binodifer är en mångfotingart som beskrevs av Voges 1878. Odontopyge binodifer ingår i släktet Odontopyge och familjen Odontopygidae. Inga underarter finns listade i Catalogue of Life.